# Divyavadana

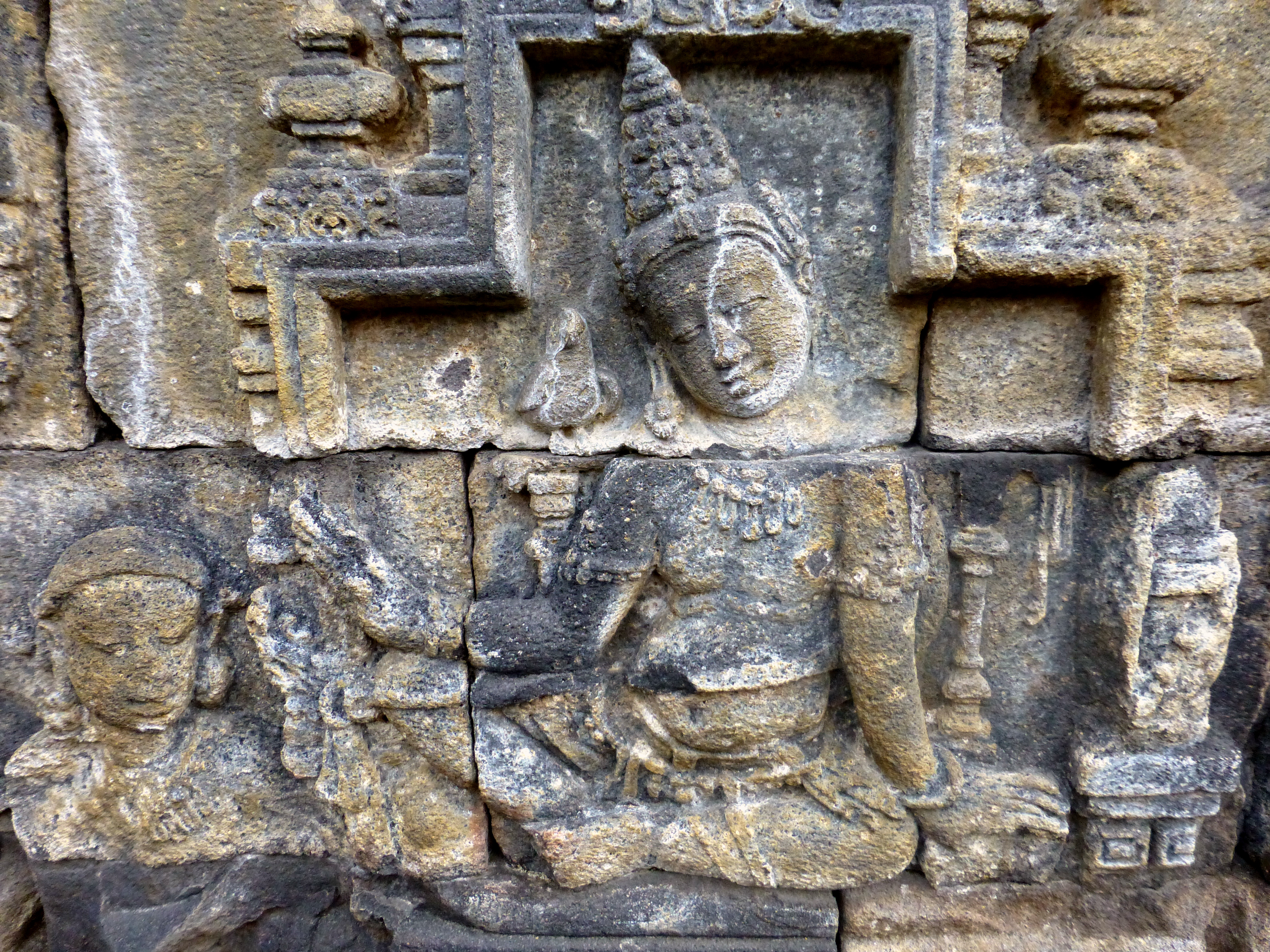
Le roi de Shibi. Détail d'une scène du Divyavadana. Borobodur, vers 800.

Le Divyavadana (IAST: Divyāvadāna, « exploits divins ») est un recueil de contes (avadâna) de la littérature du bouddhisme antique. Les trente-huit histoires, dont l'Ashokavadana, racontent les faits et actes, passés et présents, de personnes laïques ou ordonnées, mettant en scène en quelque sorte la pratique et l'éthique du bouddhisme. 

## Généralités
Le recueil compte parmi les premières compositions dans le genre avadâna, un des Dvādaśāṅga (« douze catégories »), ensemble de douze divisions traditionnelles des enseignements du Bouddha, basées sur le contenu et le style littéraire. Cette catégorie regroupe des textes narrant les actes passés et présents de laïcs ou de personnes ordonnées qui, d'une manière ou d'une autre exemplifient la pratique bouddhique et l'éthique bouddhique.

### Datation
Sous leur forme actuelle, les histoires du Divyâvadâna ont sans doute été rédigées, en sanskrit, entre 200 et 350, voire au tournant de notre ère, bien que le plus ancien manuscrit du Divyavadâna date du XVIIe siècle et qu'aucune œuvre portant ce titre ne soit mentionnée dans les sources bouddhistes avant ce siècle. Plusieurs contes se retrouvent aussi dans les Avadāna-Śataka (« Cent histoires édifiantes ») composé au Ier siècle de l'ère commune. Mais contrairement à nombre d'autres textes bouddhiques, on ne dispose pas de traduction en chinois ou en tibétain du Divyavadâna. Toutefois, plusieurs de ses histoires figurent dans les canon chinois et tibétain,.

## Contenu
L'ouvrage regroupe trente-six avadâna et deux sutra. Parmi les histoires les plus connues, on a celle de Pūrṇa (numéro 2 ci-dessous), un des plus célèbres disciples du Bouddha Shakyamuni, et celle d'Ashoka (numéro 24) qui raconte la naissance, la vie et le règne du célèbre empereur. 

### Structure
Les histoires présentent une structure similaire à celle des jâtaka: les personnages des histoires sont souvent identifiés comme des personnes que le Bouddha a rencontrées dans un vie antérieure. Comme dans les jâtaka, on a donc d'abord un événement dans le présent qui est l'occasion de raconter une histoire du passé; cette histoire va, elle, illustrer des éléments des circonstances du présent.  

### Thèmes
Parmi les thèmes fréquents de l'ouvrage, on trouve l'actualisation de conséquences — positives ou négatives — d'actes (karma), l'importance et le rôle des conduites morales et de la discipline morale, les mérites (punya) qui peuvent être gagnés en honorant et en se mettant au service les bouddha et les sites qui leur sont dédiés, comme les stûpa.  
Ces histoires s'inspirent aussi de la littérature des codes monastiques (vinaya), et nombre d'histoires font référence à la discipline monastique.  

## Liste desavadâna
Le titre de chaque chapitre est suivi du mot avadâna (« histoire ») (comme au numéro 24: « Histoire d'Ashoka »). Si le titre n'est pas suivi de sa traduction, il s'agit du nom d'un personnage, et il faut le comprendre comme « Histoire de XY ».   
1. Koṭikarṇa
2. Pūrṇa
3. Maitreya
4. Brāhmaṇadārikā (Histoire de la fille d'un brahmane)
5. Stutibrāhmaṇa (Histoire du panégyrique d'un brahmane)
6. Indrabrāhmaṇa (Histoire d'un brahmane nommé Indra)
7. Nagarāvalambikā (Histoire d'une femme dépendant d'une ville pour son aumône)
8. Supriya
9. Meṇḍhaka (1)
10. Meṇḍhaka (2)
11. Aśokavarṇa
12. Prātihārya-sūtra (Sutra des miracles de Śrāvastī)
13. Svāgata
14. Sūkarika (Histoire d'un cochon malheureux)
15. Cakravartivyākṛta (Histoire de celui dont on a prédit qu'il serait un Chakravartin)
16. Śukapotaka (Histoire de deux poussins perroquets)
17. Māndhātā
18. Dharmaruci
19. Jyotiṣka
20. Kanakavarṇa
21. Sahasodgata
22. Candraprabhabodhisattvacaryā (Histoire des actions du bodhisattva Candraprabha)
23. Saṅgharakṣita (1)
24. Nāgakumāra (Histoire d'un jeune Nâga)
25. Saṅgharakṣita (2)
26. Pāṃśupradāna
27. Kunāla
28. Vītaśoka
29. Ashoka-avadāna
30. Sudhanakumāra
31. Toyikāmaha
32. Rūpāvatī
33. Śārdūlakarṇa
34. Dānādhikaraṇa-mahāyānasūtra (Sutra mahâyâna sur le don)
35. Cūḍāpakṣa (Histoire d'un fou solitaire)
36. Mākandika
37. Rudrāyaṇa
38. Maitrakanyaka